# Flesh and Blood (Kartenspiel)

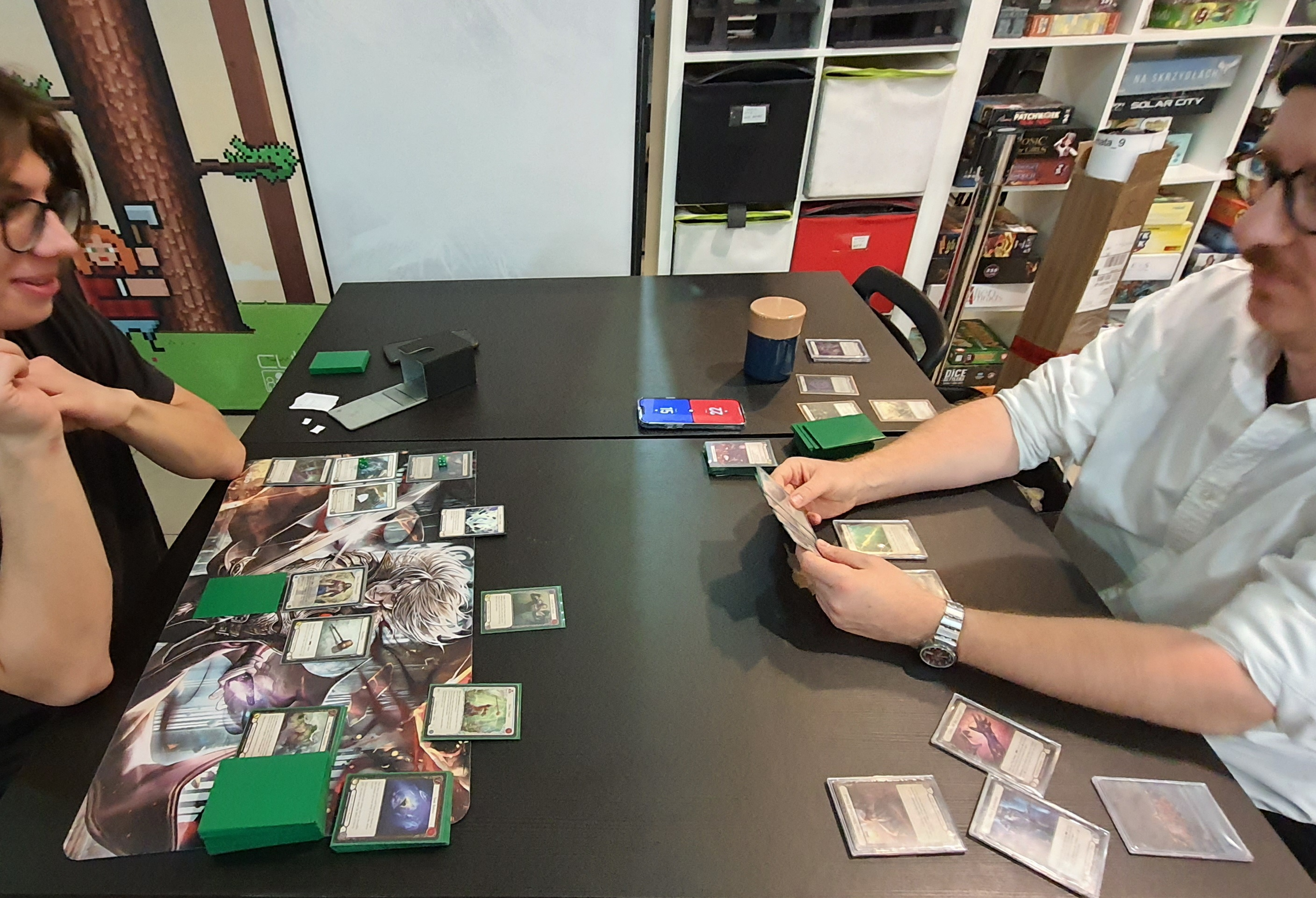
Eine laufende Partie Flesh and Blood 2022

Flesh and Blood (FaB) ist ein Sammelkartenspiel, das von der neuseeländischen Firma Legend Story Studios entwickelt wurde. Das Spiel wurde erstmals im Oktober 2019 veröffentlicht und hat seitdem eine wachsende Anhängerschaft auf der ganzen Welt gewonnen.

## Geschichte
Die Entwicklung von Flesh and Blood begann 2017, wobei das Hauptziel darin bestand, ein Sammelkartenspiel zu schaffen, das physische Spielmechanismen nutzt und den Spielern eine strategische Tiefe bietet. Es wurde von James White, dem Gründer von Legend Story Studios, entwickelt, der vorher professionell Magic: The Gathering spielte.

## Spielprinzip
Flesh and Blood ist ein Kartenspiel, in dem zwei oder mehr Spieler gegeneinander antreten und versuchen, die Lebenspunkte des Gegners auf null zu reduzieren. Das Spiel nutzt ein Ressourcensystem, bei dem Karten aus der Hand des Spielers verwendet werden, um Ressourcen zu generieren.
Wie bei Sammelkartenspielen üblich, stellen sich die Spieler vor dem Spiel ihr Deck zusammen. Dabei darf bei Flesh and Blood ein Deck aus 60 Karten bestehen, aber nicht mehr als 3 Karten mit dem gleichen Namen enthalten.
Die Spieler wählen einen Helden aus, der seine eigene Fähigkeit und eine bestimmte Anzahl von Lebenspunkten hat. Das Deck eines Spielers besteht aus einer Mischung aus Angriffs-, Verteidigungs-, Ressourcen- und Ausrüstungskarten.

## Editionen
Seit seiner Veröffentlichung im Jahr 2019 wurden mehrere Editionen und Erweiterungen von Flesh and Blood veröffentlicht, die neue Helden, Karten und Mechaniken ins Spiel einführten.

## Rezeption
Flesh and Blood wurde sowohl von Spielern als auch von Kritikern positiv aufgenommen. Es wurde für seine tiefgründigen Mechaniken, das ansprechende Artwork und die frische Herangehensweise an das Sammelkartenspiel-Genre gelobt.
2024 hatte Flesh and Blood auf BoardGameGeek eine Wertung von 8,0.

## Auszeichnung
Im November 2023 gewann Legend Story Studios den Excellence in Brand Storytelling Award bei den New Zealand International Business Awards für ihre Arbeit an Flesh and Blood.

## Veranstaltungen
Legend Story Studios hat auch eine Reihe von Turnieren und Veranstaltungen für Flesh and Blood ins Leben gerufen. Diese Events ziehen Spieler aus der ganzen Welt an und bieten sowohl Amateur- als auch Profi-Spielern die Möglichkeit, ihr Können zu zeigen.

### Turniere
Im Oktober 2019 haben Legend Story Studios ein organised play programme (auf dt.: organisiertes Spielprogramm) mit dem Namen „The Calling“ für kompetitives sealed-deck spielen mit einem gesamten Preisgeld in Höhe von 10.000 $ pro Turnier. Aufgrund der COVID-19-Pandemie wurde das Programm ausgesetzt und erst 2021 wieder aufgenommen. Im November 2023, führten weltweit über 2000 Spieleläden solche Veranstaltungen durch. Seit Oktober 2023 richtet das Unternehmen Social-Play-Events für Gelegenheitsspieler ein.
Im November 2022 organisierte das Unternehmen die ersten Flesh and Blood Weltmeisterschaft in San Jose, Kalifornien, mit einem gesamten Preisgeld in Höhe von 300.000 $.
Für 2024 organisiert das Unternehmen eine „Pro Play 2024“-Runde mit einem Preisgeld von 1.500.000 $.
Ein Held, der ein Turnier gewinnt, sammelt „Living Legend“-Punkte (auf dt.: Lebende Legende), die bei Erreichen einer bestimmten Anzahl dazu führen, dass die Karte dieses Helden aus dem offiziellen Turnierspiel genommen wird.
Im März 2025 gab das Unternehmen bekannt, dass FaB von Deutschland als "Strategiespiel" (wörtl. "Game of Skill") anerkannt wurde. Damit darf Legend Story Studios Geld für Turniere in Deutschland auszahlen, da FaB rechtlich nicht mehr als Glückspiel gewertet wird. Im gleichen Atemzug wurde ein "Calling" für Deutschland Ende 2025 angekündigt, welches normalerweise einen Preispool vom 20.000 $ umfasst.